# 도미니코회

도미니코 수도회의 문장

설교자들의 수도회, 도미니코 수도회(라틴어: Ordo fratrum Praedicatorum, O.P.)는 1206년 에스파냐의 사제 성 도미니코(도밍고 데 구스만)에 의해 설립되어 1216년에 교황 호노리오 3세로부터 인가를 받은 로마 가톨릭교회 소속 그리스도교 수도회이다.
청빈을 중요시하여 탁발 수도사로서 생활했기 때문에 거지 수도회, 탁발 수도회 등의 별칭을 가지고 있었다. 엄격한 생활과 학문 연구, 설교, 교육 등에 힘써왔으며 작은 형제회와 함께 주요한 수도회이다.
대한민국에는 1990년에 진출하여 경기도 안산시 상록구와 서울시 강북구에서 수도원을 운영하고 있다.

## 같이 보기
- 스페인 이단심문소